# Château du Fournet
Le château (ou manoir) du Fournet est situé dans la commune de Saint-Judoce, dans les Côtes-d'Armor.

## Historique
L'édifice a été remanié aux XVIIe siècle et XIXe siècle, notamment à l'occasion du mariage de Pierre-Hyacinthe du Fournet avec Marie-Madeleine de Farcy, le 11 avril 1734. 
De taille modérée et à l'architecture raffinée, il réunit l'ensemble des caractéristiques de la demeure noble de l'époque : une longue avenue, une avant-cour comprenant une grange, puis une cour intérieure défendue jadis par des douves et fermée par d'imposantes grilles de fer forgé. La cour d'honneur est enclose au nord par des dépendances et au sud par une chapelle prolongée d'une galerie ouverte à colonnes monolithiques. La chapelle, reprise à plusieurs périodes, présente deux façades de style très différent : la façade nord a conservé son aspect du XVIIe siècle alors que la façade sud a été largement remaniée avec la construction de la galerie néogothique, avant d'être transformée en orangerie au XIXe siècle. Le Fournet doit à Pierre-Hyacinthe du Fournet et sa femme la construction du corps de bâtiment principal, ainsi que les magistrales grilles qui ferment la cour. Ces dernières constituent un ouvrage d'art particulièrement remarquable. Maintenues entre deux imposants piliers de granit, elles furent installées au XVIIIe siècle. Sur la partie frontale s'y encastrent les armes des du Fournet ainsi que celui des Farcy. 
Sous la Révolution, leur fils Annibal du Fournet a été arrêté comme suspect fin 1793. L'intervention conjointe de la Municipalité et du Comité de Surveillance de Saint-Judoce lui ont permis d'être assez vite libéré : dans une lettre aux autorités de Dinan, ils expliquent que son absence causerait un tort considérable à la commune, étant donné « l'aide importante qu'il apportait avec ses chevaux et ses charrettes ».
Annibal du Fournet n'a eu que des filles, puis des petites-filles, dont Marie Jeanne (née le 24 juillet 1774) qui épouse Aimé Pierre Marie de Broc de la Tuvelière le 20 octobre 1803. Après le mariage en 1829 d'Émilie Augustine Marie de Broc de la Tuvelière (née au Fournet le 20 août 1804), arrière-petite-fille de Pierre-Hyacinthe et Marie-Madeleine du Fournet, avec Armand-Charles de Ferron du Chesne, ce dernier entama des travaux de simplification de la propriété. Il fit abattre la tourelle située à l'angle central du Fournet, et démolit en partie la chapelle. À l'époque, l'Amiral Dartige du Fournet, neveu au troisième degré d'Émilie de Broc, décrit la propriété dans ses écrits : « La maison était isolée au bout d'une longue et magnifique avenue de châtaigniers et dominée par un tertre humide ; la cour était fermée par une haute grille de fer. Le jardin, avec ses ifs taillés à la mode ancienne, les prairies d'où montait à la nuit tombante, une brume grise et froide, les eaux lentes du ruisseau du Pont-Harouard et du canal d'Ille-et-Rance qui traversait la propriété, les chemins boueux de ce site plat et sans horizon, tout était mélancolique ».
La sœur d'Émilie de Broc de la Tuvelière, Victoire-Claire de Broc, marquise de Saint-Pern, est également copropriétaire. C'est avec sa sœur qu'elle va accepter de léguer le château du Fournet à leur neveu (le fils de leur cousin issu de germain) Charles Dartige du Fournet.

## Personnalités liées au château
- Jehan et Pierre du Fournet, écuyers, compagnons d'armes de Bertrand du Guesclin, XIVe siècle[5],[6],[7]
- Louis Dartige du Fournet, vice-amiral, figure de la Marine française (1856-1940)

## Armes

Blason de la famille du Fournet